# 사과꽃 향기
《사과꽃 향기》는 MBC에서 1996년 4월 24일부터 1996년 10월 10일까지 매주 수,목 밤 21시 55분에 방영되었던 드라마인데 방송 앵커에 도전하는 여주인공 서경주(김혜수 분)의 좌충우돌을 군더더기 없이 그려냈으나 후반 들어 극의 리얼리티가 급격히 떨어져 시청자들의 관심권에서 벗어나기도 했다.
한편, 김혜수 (둘째딸 서경주 역) 외의 자매들 캐스팅 문제로 어려움을 겪었는데 당초 오현경 염정아 등이 물망에 올랐으나 모두 개인사정으로 고사하자 설득 끝에 유호정 (경주의 언니 서영애 역) 김윤정 (경주의 첫째 여동생 서영민 역) 최진애 (경주의 막내 여동생 서영은 역)를 간신히 캐스팅했고 염정아는 1996년 7월 26일 방영분부터 중도합류했다.
아울러, 김혜수 (서경주 역)가 해당 작품과 자사 일요아침드라마 《짝》출연 뿐 아니라 《토요일! 토요일은 즐거워》 MC 등의 바쁜 스케줄 탓인지 컨디션 조절에 어려움을 겪었고 이 탓인지 김혜수는 해당 드라마 이후 1996년 10월 초부터 유럽과 미국 등지로 여행을 다니며 재충전 시간을 갖기 위해 한동안 브라운관에서 사라졌고 그 이후 같은 해 12월 8일부터 복귀한 《짝》에만 한동안 전념했다.

## 등장 인물
- 김혜수 : 서경주 역 (둘째딸)
- 윤동환 : 한진수 역
- 유호정 : 서영애 역 (첫째딸)
- 박신양 : 백성덕 역
- 김일우 : 현석 역
- 김윤정 : 서영민 역 (셋째딸)
- 김진해 : 경주 부 역
- 김승우 : 최정현 역
- 최진애 : 서영은 역 (막내딸)
- 이계인
- 노영국
- 박종관
- 신신애
- 염정아 : 박신희 역
- 나경미

## 결방
- 1996년 7월 25일 - 애틀란타 올림픽 남자하키 <한국 VS 남아프리카 공화국> 중계 편성
- 1996년 7월 31일 - 애틀란타 올림픽 중계 편성 등으로 결방
- 1996년 8월 1일 - 애틀란타 올림픽 중계 편성 등으로 결방
- 1996년 8월 15일 - 광복절 특집 2부작 드라마 <덕혜> 편성[6]
- 1996년 9울 25일 - 추석특선영화 로보캅 2 편성[7]